# Eugen Haagen

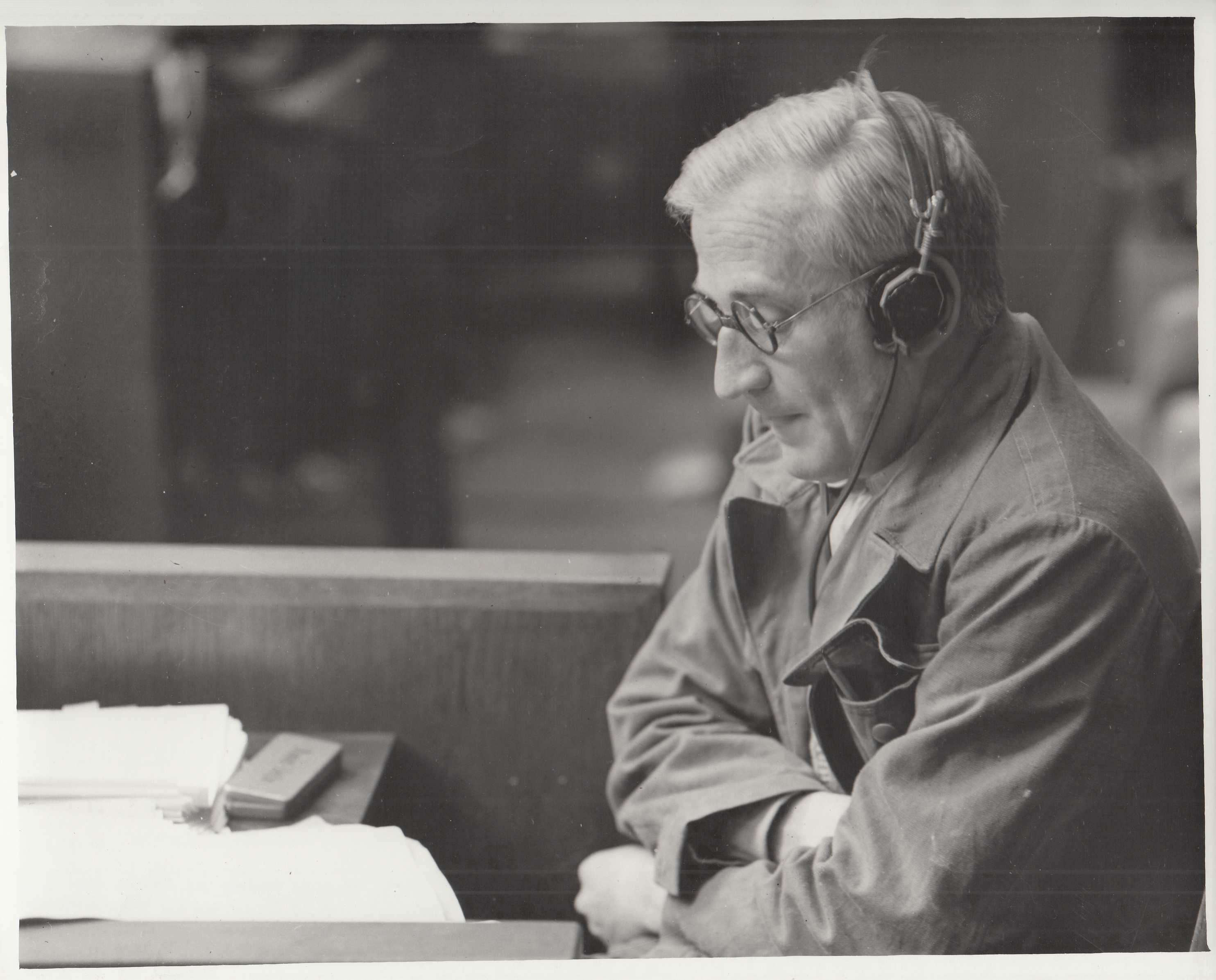
Eugen Haagen als Zeuge im Nürnberger Ärzteprozess 1946

Niels Eugen Haagen (* 17. Juni 1898 in Berlin; † 3. August 1972 ebenda) war ein deutscher Bakteriologe und Virologe sowie Professor an der Reichsuniversität Straßburg. Er führte im KZ Natzweiler-Struthof unter anderem Fleckfieberversuche an Häftlingen durch.

## Leben
Haagen, studierter Mediziner, war zunächst Assistenzarzt an der Berliner Charité. Ab 1926 war er wissenschaftlicher Mitarbeiter am Reichsgesundheitsamt und dort insbesondere in der Virus- und Tumorforschung tätig. Von 1928 bis 1929 absolvierte Haagen einen Gastaufenthalt am Rockefeller-Institut in New York und wurde dort im Jahr 1930 Regierungsrat und zudem außerordentlichen Mitglied bei der Gesundheitsabteilung der Rockefeller-Stiftung. Ende der 1920er Jahre brachte er wissenschaftliche Publikationen auch gemeinsam mit Rhoda Erdmann heraus. Ab 1933 war Haagen am Robert Koch-Institut beschäftigt und übernahm 1936 die Abteilung für experimentelle Zell- und Virusforschung. Zudem erfolgte seine Ernennung zum Professor und beratende Tätigkeiten als Hygieniker beim Berliner Luftflottenarzt I. Durch die Entwicklung eines Typhusimpfstoffes gelangte er 1936 auf die Kandidatenliste des Nobelpreises für Medizin. Zwischen 1937 und 1939 befasste er sich mit Tumorforschung, einem Projekt, welches durch die Deutsche Forschungsgemeinschaft (DFG) finanziert wurde. Er war im Jahr 1939 Mitherausgeber des medizinischen Standardwerkes „Handbuch der Viruskrankheiten“. Haagen beantragte am 2. Dezember 1937 die Aufnahme in die NSDAP und wurde rückwirkend zum 1. Mai desselben Jahres aufgenommen (Mitgliedsnummer 5.973.629). Haagen war zudem Mitglied der NSV, im Reichsbund der Deutschen Beamten, im Reichsluftschutzbund sowie im NS-Fliegerkorps. Er wurde noch 1944 Mitglied in der Deutschen Akademie der Naturforscher Leopoldina in Halle (Saale).
Im Oktober 1941 wurde Haagen Professor für Hygiene und Bakteriologie an der Reichsuniversität Straßburg und zudem Direktor des dortigen hygienischen Institutes; zeitgleich wurde er Oberstabsarzt sowie Beratender Hygieniker des Luftflottenarztes Reich.
Nach Tierversuchen nahm Haagen ab Mai 1943 Fleckfieberversuche an 28 polnischen Häftlingen im Sicherungslager Schirmeck-Vorbruck vor. Durch Haagens erste Versuchsreihe mit dem von ihm entwickelten Fleckfieberimpfstoff starben mindestens zwei polnische Häftlinge. Von den 100 Sinti und Roma, die Ende 1943 aus dem KZ Auschwitz nach Natzweiler-Struthof zu weiteren Fleckfieberversuchen überstellt wurden, verstarben aufgrund des schlechten Gesundheitszustandes bereits 18 auf der Fahrt nach Natzweiler. Haagen ließ die Überlebenden zurück nach Auschwitz überstellen, da sie ihm für Menschenversuche nach ärztlichen Voruntersuchungen als ungeeignet erschienen. Spätestens Anfang Februar 1944 begann eine erneute Fleckfieberversuchsreihe in Natzweiler mit 89 zum Teil aus der Wehrmacht entlassenen Sinti und Roma, die bis zu 50 Opfer forderte. Eine weitere Versuchsreihe mit 200 Häftlingen wurde wahrscheinlich nicht mehr realisiert. Im Hinblick auf Gelbsucht berichtete Haagen am 21. Januar 1944 an Hermann Göring in seiner Eigenschaft als Präsident des Reichsforschungsrats: es sei bei einer Reihe von Kranken das Vorkommen von Viren geprüft worden, durch Punktion von Leber und Galle. Durch das Impfen von Mäusen seien nun drei Virenstämme gezüchtet worden. Bis Herbst 1944 setzte Haagen in Natzweiler seine Fleckfieberversuche, aber auch Forschungen zur epidemischen Influenza und Gelbsucht an Häftlingen fort. Diese Versuchsreihen, von der DFG gefördert, wurden im Auftrag der Luftwaffe durchgeführt. Kriegsbedingt ließ Haagen 1944 das Hygieneinstitut von Straßburg nach Saalfeld/Saale verlegen.

## Nach Kriegsende
Im April 1945 kam Haagen in amerikanische Kriegsgefangenschaft, wo er bis zum Juni 1946 verblieb. Anschließend ging er nach Jena, wo seine MTA Brigitte Crodel am Hygiene-Institut der Friedrich Schiller-Universität Anstellung gefunden hatte. Crodel berichtete ihm, dass die Sowjetische Militäradministration in Deutschland [SMA] den Direktor des Instituts, Haagens ehemaligen Kollegen Stefan Winkle, beauftragt hatte, Psittacose-Erreger, ein dual-threat-agent, zu beschaffen. Winkle mutmaßte, dass die als biologisches Kampfmittel missbraucht werden sollten und verhinderte das. Haagen bot den SMA-Vertretern hingegen an, die Erreger beschaffen zu können. Unter entsprechenden Voraussetzungen könne er und Brigitte Crodel sie aus Ostseemöven isolieren. Die Sowjets griffen sofort zu und richteten für Haagen am vormaligen Kaiser-Wilhelm-Institut für Hirnforschung in Berlin-Buch (den später der Deutschen Akademie der Wissenschaften zu Berlin übergebenen „Instituten für Medizin und Biologie“) ein „Institut für Virus- und Geschwulstforschung“ ein. Haagen und Crodel zogen im Oktober 1946 nach Berlin und konnten ihre Tätigkeit in Buch aufnehmen, Haagen aber nur für Tage: Am 16. November 1946 wurde er während eines Besuches in Berlin-Zehlendorf durch britische Militärpolizei verhaftet. Anfang 1947 wurde er an französische Behörden ausgeliefert. Die überstellten ihn am 16. Mai nach Nürnberg – nicht als Angeklagten, sondern als Zeugen im Ärzteprozess Nürnberger Ärzteprozess.
Gemeinsam mit Otto Bickenbach wurde Haagen am 24. Dezember 1952 vor dem Militärgericht in Metz angeklagt. Die Verurteilung beider zu lebenslanger Zwangsarbeit wegen „Verbrechens der Anwendung gesundheitsschädlicher Substanzen und Giftmord“ wurde im Januar 1954 durch ein Militärgericht in Paris verworfen. Am 15. Mai 1954 wurden Haagen und Bickenbach in Lyon zu zwanzig Jahren Zwangsarbeit verurteilt, jedoch bereits im Jahr 1955 amnestiert. Danach erfolgte seine Heirat mit Brigitte Crodel, dann Haagen-Crodel, die während seiner Fleckfieberversuche Medizinisch-Technische Assistentin war. Mit ihr arbeitete er an dem wieder von der DFG geförderten und 1957 publizierten Forschungsprojekt „Über das Vorkommen sogenannter cytopathogener Effekte in normalen Zellkulturen“. Von 1956 bis 1965 war er an der „Bundesforschungsanstalt für Viruskrankheiten der Tiere“ in Tübingen tätig. Dann zog er wieder nach Berlin und schrieb ab 1962 das begonnene jedoch unvollendete Werk „Viruskrankheiten des Menschen“. Haagen starb im August 1972 in Berlin.